# Discodeles
A Discodeles a kétéltűek (Amphibia) osztályába, a békák (Anura) rendjébe és a Ceratobatrachidae családjába tartozó nem.

## Előfordulása
A nembe tartozó fajok a Salamon-szigeteken, az Admiralitás-szigeteken és a Bismarck-szigeteken honosak.

## Rendszerezés
A nembe az alábbi fajok tartoznak:
- Discodeles bufoniformis
- Discodeles guppyi
- Discodeles malukuna
- Discodeles opisthodon
- Discodeles vogti